# Tôn Lập Nhân
Tôn Lập Nhân (phồn thể: 孫立人; giản thể: 孙立人; bính âm: Sūn Lìrén) (8 tháng 12 năm 1900 – 19 tháng 11 năm 1990) là một tướng lĩnh Trung Hoa Dân quốc, nổi tiếng trong Chiến tranh Trung-Nhật và Nội chiến Trung Quốc. Ông có biệt danh "Rommel phương Đông". Quân đoàn 1 của ông được mệnh danh là "Thiên hạ đệ nhất quân đoàn" nhờ chiến công tiêu diệt nhiều quân Nhật nhất. Ông cũng có tên Tôn Trọng Năng (孫仲能, Sūn Zhòngnéng), tự Phủ Dân (孫撫民, Sūn Fǔmín).

## Thời trẻ
Tôn Lập Nhân sinh tại Jinnu, Lư Giang, Sào Hồ, An Huy, tổ tiên là người Thư Thành. Trong phong trào Ngũ Tứ, ông tham gia đội tiên phong trong cuộc tuần hành tại Quảng trường Thiên An Môn. Cùng năm (1919), ông kết hôn với bà Cung Tịch Đào (龔夕濤) và năm 1920 vào Đại học Thanh Hoa học ngành xây dựng. Tôn chơi bóng rổ tại Thanh Hoa và trở thành ngôi sao. Ông dẫn đầu tuyển Trung Hoa giành huy chương vàng tại giải vô địch Viễn Đông năm 1921.
Được học bổng từ chương trình bồi thường chiến phí trong sự kiện Nghĩa Hòa Đoàn, ông hoàn tất năm cuối tại Đại học Purdue, Hoa Kỳ vào năm 1923, rồi tốt nghiệp 1924. Nhưng tại Mỹ, lý tưởng cách mạng đã thôi thúc ông bỏ văn học võ. Trung Hoa đang chìm trong nội chiến, Liên Xô và Nhật Bản cũng nhòm ngó lãnh thổ Trung Hoa. Tôn quyết định rằng trong thời loạn thì làm lính tốt hơn là làm một kỹ sư.
Ông nộp đơn vào Học viện Quân sự Virginia, cũng tại Hoa Kỳ, khai gian 4 tuổi để đủ tiêu chuẩn được nhận. Ông tốt nghiệp năm 1927 và gia nhập Cục Tài chính Quân đội Quốc dân dưới quyền Cục trưởng Tống. Trong Chiến tranh Trung-Nhật và Nội chiến Trung Quốc ở vùng Tây Bắc, Tôn Lập Nhân trở thành một viên tướng đắc lực của Quốc dân đảng.

## Chiến tranh Trung-Nhật

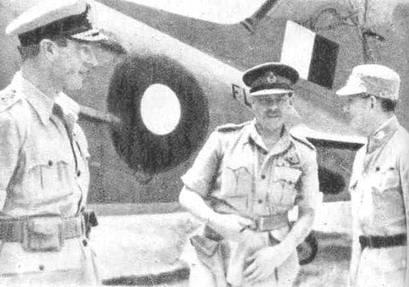
Tôn Lập Nhân và tướng Mountbatten.

Trong Trận Thượng Hải năm 1937, Tôn đang là Đại tá, đã chỉ huy đơn vị của mình là Trung đoàn cảnh sát thuế tham chiến. Ông bị trúng mảnh mìn, bị thương nặng. Sau khi hồi phục, Tôn dẫn quân quay lại tiền tuyến. Sau đó, Chính phủ Quốc dân thành lập Lữ đoàn Thuế muối Quốc dân với 8 trung đoàn. Đây là những đơn vị Quốc dân đảng tinh nhuệ được trang bị tốt nhất. Trên cơ sở đó 4 trên 8 trung đoàn được tổ chức thành Sư đoàn 38 do Tôn làm tư lệnh. Trung tâm huấn luyện đặt tại Đô Quân, Quý Châu.
Sau 2 năm huấn luyện, Sư đoàn 38 hành quân đến Miến Điện bảo vệ tuyến đường Miến Điện dưới quyền Đỗ Duật Minh. Tôn dẫn quân cứu viện 7,000 quân Anh bị quân Nhật bao vây trong Trận Yenangyaung. Dù không ngăn được quân Nhật cắt đứt tuyến đường Miến Điện, Tôn vẫn được tướng William Slim, Tư lệnh Quân đoàn 14 Anh, kính trọng tài năng. Tôn rút quân về Ấn Độ và trở thành một phần của 'Lực lượng X', biệt danh của các lực lượng Trung Hoa dưới quyền Joseph Stilwell. Vị tướng Hoa Kỳ chỉ huy các lực lượng liên hợp Hoa-Mỹ trên mặt trận "Trung Hoa-Miến Điện-Ấn Độ". Sư đoàn của Tôn làm tiên phong trong chiến dịch tái chiếm Bắc Miến năm 1943 và tái lập liên lạc với Trung Hoa qua tuyến đường Ledo.

## Tại Đài Loan

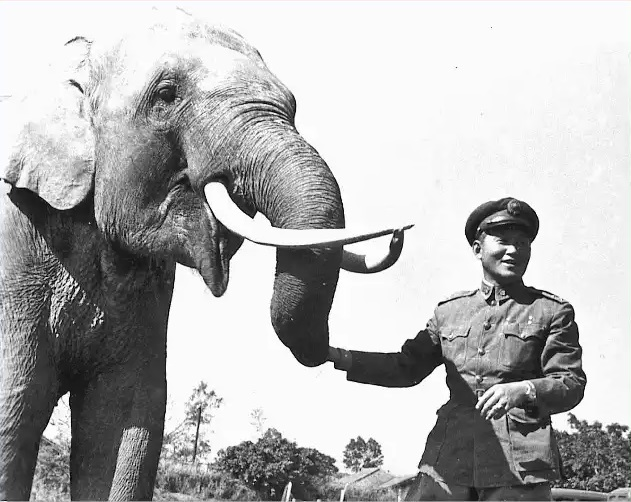
Tôn Lập Nhân và chú voi Lâm Vượng nổi tiếng

Với tư cách Tư lệnh Bộ tư lệnh huấn luyện và Tư lệnh phòng thủ Đài Loan, năm 1947, Tôn dời một cơ sở huấn luyện đến Đài Loan, độc lập với cuộc nội chiến đang diễn ra. Tôn huấn luyện các đơn vị mới cho Chính phủ Quốc dân, hi vọng có thể thay đổi cục diện chiến tranh. Nhưng nỗ lực này đã quá muộn so với tình hình chiến trường, nhưng trong những sư đoàn được huấn luyện (Sư đoàn 201, Quân đoàn 80) được gửi đến Kim Môn tham gia phòng thủ cuộc tấn công của quân Cộng sản năm 1949. Đây cũng là tiền tuyến phòng thủ quân Cộng sản.
Năm 1950, Tôn được bổ nhiệm Tổng tư lệnh Lục quân Trung Hoa Dân Quốc, vẫn kiêm chức Tư lệnh Bộ Tư lệnh phòng thủ Đài Loan và Bộ Tư lệnh huấn luyện. Vì Tôn rất được người Mỹ tôn trọng và cũng có tin đồn rằng người Mỹ sẵn sàng giúp ông lật đổ Tưởng Giới Thạch, Tưởng và con trai là Tưởng Kinh Quốc rất muốn loại bỏ ông. Tôn bị đổi sang làm chức Trưởng cố vấn quân sự (chỉ có danh nghĩa) cho Tưởng Giới Thạch vào tháng 6 năm 1954, tước hết binh quyền của ông.
Năm 1950, Tưởng Kinh Quốc trở thành chỉ huy mật vụ, và giữ chức này tới năm 1965. Vốn được đào tạo tại Liên Xô, Tưởng Kinh Quốc bắt đầu áp dụng mô hình quân đội Liên Xô lên Quân đội Trung Hoa Dân Quốc, tái tổ chức và Xô viết hóa quân đội, các hoạt động và cơ cấu của Quốc dân đảng được đưa vào toàn thể quân đội. Người chống đối việc này là Tôn Lập Nhân, từng được đào tạo tại Học viện Quân sự Virginia tại Hoa Kỳ. Tưởng đạo diễn một phiên tòa gây tranh cãi và ra lệnh bắt giữ tướng Tôn Lập Nhân vào tháng 8 năm 1955, với cáo buộc âm mưu làm chính biến với sự hỗ trợ của CIA chống lại cha ông ta là Tưởng Giới Thạch và Quốc dân đảng. CIA bị cáo buộc là muốn giúp Tôn kiểm soát Đài Loan tự lập. Ông bị giam lỏng tại nhà tới khi được miễn tội vào ngày 20 tháng 3 năm 1988, không lâu sau cái chết của Tưởng Kinh Quốc. Ông mất tại nhà ở Đài Trung, thọ 89 tuổi (91 tuổi theo lịch Trung Hoa). Ông được an táng theo đúng nghi thức quân đội với sự hiện diện của Bộ trưởng Quốc phòng.
Thanh danh của ông được khôi phục năm 2001 sau một cuộc điều tra của chính phủ. Tháng 1 năm 2011, Tổng thống Mã Anh Cửu chính thức xin lỗi gia đình tướng Tôn Lập Nhân; nhà của ông tại Đài Trung cũng được chuyển thành một nhà tưởng niệm và bảo tàng. Tôn có hai con trai Tôn Thiên Bình (孫天平) và Tôn An Bình (孫安平, con gái là Tôn Trung Bình (孫中平) and Tôn Thái Bình (孫太平)), và người em gái là Tôn Bích Nhân (孫璧人).